# Muziekkoepel Oosterpark
De Muziekkoepel Oosterpark is een gemeentelijk monument in het Oosterpark in Amsterdam-Oost.
Al tijdens de plannen tot aanleg van het park in 1891 werd er door Leonard Springer een muziektent ingetekend. Er was ook al een plaats aangewezen; bij de vijver (die vijver doorkruist het hele park). De omgeving moest wachten totdat koningin Wilhelmina der Nederlanden de Linnaeusbuurt aandeed in de nazomer van 1898 in het kader van haar inhuldiging. In 1903 werd een poging gewaagd voor een nieuwe muziektent. Het zou tot 1907 duren voordat er definitief plannen tot plaatsing werden besproken. In november 1908 kwam pas de aanbesteding tot “het bouwen van een ijzeren muziektent” in het Oosterpark. Het ontwerp kwam toen van de Dienst der Publieke Werken. 
De gemeentelijke dienst Monumenten en Archeologie vermoedt dat de muziektent nog in 1916 is aangepast tot haar huidige 20e/21e eeuwse staat; er moest toen een nieuw deel ingericht worden nadat weer een stuk terrein van de voormalige Oosterbegraafplaats was vrijgekomen. De muziekkoepel staat dan al jaren op de plaats die Leonard Springer het had toebedeeld. 
Het bouwwerk werd op 3 juli 2012 tot gemeentelijk monument verklaard, nadat er in 2007 een onderzoek naar was gestart.

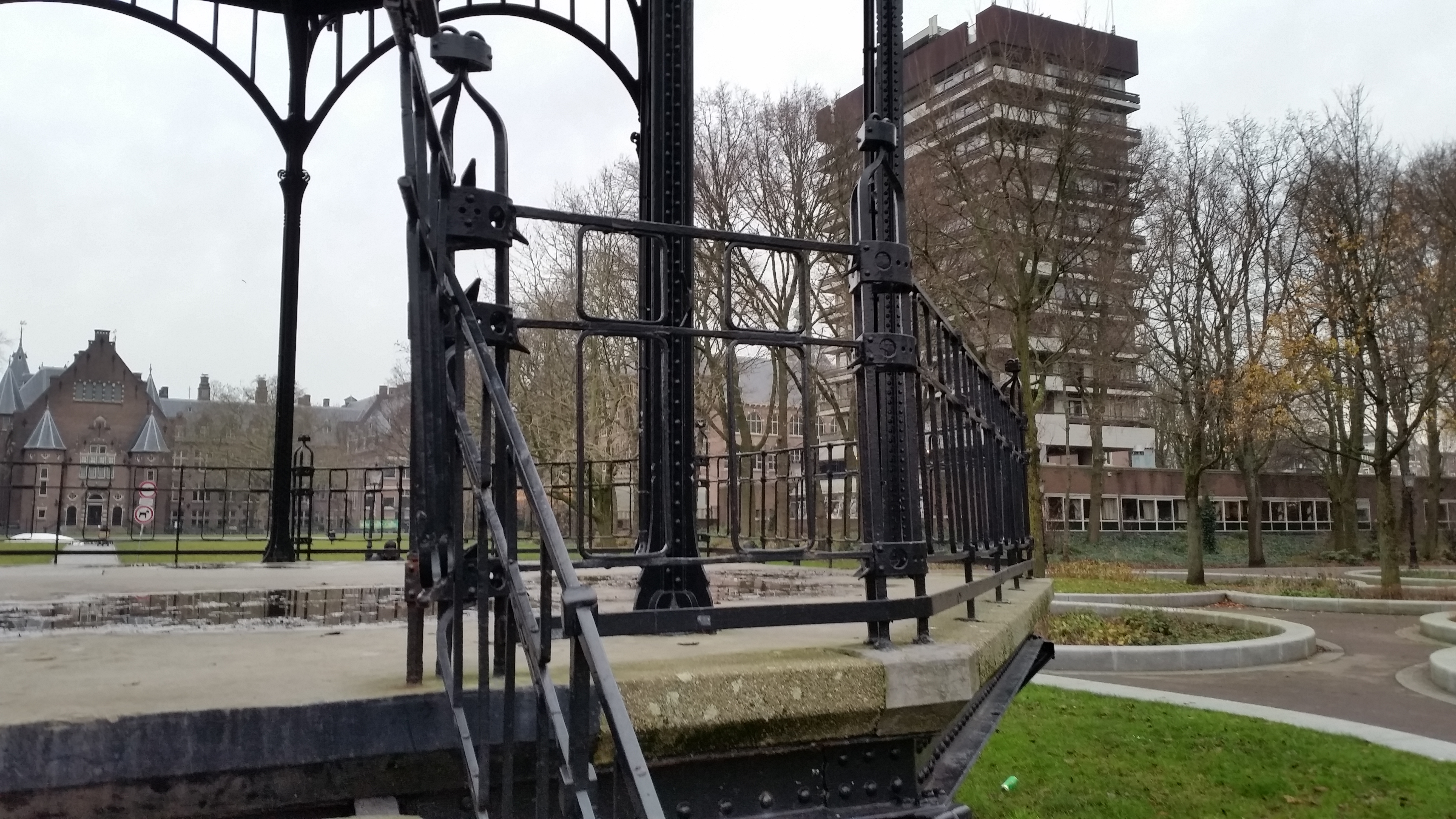
IJzerwerk van de Muziekkoepel (december 2019)

Bokkenrijder · Bolgewas · Communicatie · Justus van Maurikbank · Leonard Springerbrug · Limietpalen Oosterpark · Monument voor de Tachtigers · Muziekkoepel Oosterpark · Nationaal monument slavernijverleden · Politiehond Albert · Rotsfontein Oosterpark · De Schreeuw · Speelslinger Oosterpark · Spelende kinderen · Spreeksteen · Tekststeen Julianaboom · De Titaantjes · Het westen ontvangt en ontmoet 't oosten